# Upogebia capensis
Upogebia capensis är en kräftdjursart som först beskrevs av Krauss 1843.  Upogebia capensis ingår i släktet Upogebia och familjen Upogebiidae. Inga underarter finns listade i Catalogue of Life.